# Diocèse de Salamanque
254897	276755	92,1

Carte des diocèses d'Espagne avec le diocèse de Salamanque en rouge

Le diocèse de Salamanque (en latin : Diœcesis Salmantina ; en espagnol : Diócesis de Salamanca) est une circonscription ecclésiastique de l'Église catholique en Espagne, suffragant de l'archidiocèse de Valladolid, et dont le siège est à Salamanque. Depuis 2021, l'évêque est José Luis Retana Gozalo (es).

## Territoire
Le diocèse a une superficie de 7864 km2, environ les deux tiers de la superficie totale de la province de Salamanque qui est de 12336 km2, l'autre tiers est divisé entre les diocèses de Ciudad Rodrigo et de Plasencia (une partie des comarques de Sierra de Béjar et de Alto Tormes (es). Il est suffragant de l'archidiocèse de Valladolid. L'évêché est à Salamanque où se trouve la cathédrale de l'Assomption de la Vierge.
Le diocèse comprend 411 paroisses regroupées en 13 archidiaconés, les archidiaconés urbains de San Juan de Sahagún, Santa Teresa, Nuestra Señora de la Vega, San Pedro Apóstol et les archidiaconés ruraux de Vitigudino-Ledesma, Alba de Tormes Santa Teresa, La Armuña, Robliza, Calvarrasa-Las Villas, Guijuelo, Peñaranda, Virgen de la Peña de Francia

## Histoire
Les premiers documents sur l'existence du diocèse datent de 589 quand l'évêque Éleuthère (es) assiste au IIIe concile de Tolède. En l'an 666 l'évêque Juste de Salamanque assiste au concile de Mérida, il semble qu'à cette époque, le diocèse était suffragant de Mérida.
Après la Reconquista, le roi Alphonse VI de León charge son gendre Raymond de Bourgogne de la repopulation de la ville, en 1102 ce dernier nomme évêque Jérôme de Périgord pour organiser la restauration du diocèse. Au cours de son épiscopat, il échafaude les premiers plans pour une cathédrale mais les travaux ne commenceront que bien plus tard.
À la mort de l'évêque Jerónimo Manrique Figueroa, le siège est laissé vacant pendant 4 ans et 10 mois car le roi Philippe II veut créer le diocèse de Valladolid en donnant en dot l'église collégiale de Medina del Campo qui jusque-là appartenait au diocèse de Salamanque et dont le conseil municipal était opposé à cette perte. Le diocèse passe sous la juridiction de l'archidiocèse de Saint-Jacques-de-Compostelle jusqu'à la création de l'archidiocèse de Valladolid en 1856, dont il devient suffragant.